# Overwatch 2
Overwatch 2 é um jogo eletrônico multijogador de tiro em primeira pessoa publicado e distribuído pela Blizzard Entertainment. A Blizzard Entertainment anunciou Overwatch 2 durante a BlizzCon 2019. O primeiro jogo da série foi lançado há três anos e, apesar de algumas adições de herois, mapas e modos de jogo, nenhuma grande alteração foi feita. Overwatch 2 foi lançado para Playstation 4, Playstation 5, Xbox One, Xbox Series X/S, Nintendo Switch e Microsoft Windows em 4 de outubro de 2022. Anunciado no fim de março via redes sociais, o beta de Overwatch 2 foi anunciado para lançar no dia 26 de abril. Onde ficou disponível quatro novos mapas, o novo modo de jogo Avanço e a nova heroína Sojourn.

## Enredo
Overwatch 2 terá um enredo contínuo, focado na segunda revolta ômnica. Ele irá explorar quem está por trás disso. A trama irá ocorrer após o chamado de Winston ser recebido e atendido pelos heróis da Overwatch, como pode ser visto na cinemática criada pela Blizzard.

## Jogabilidade
Overwatch 2 contará com novos cenários PvE e PvP. Um exemplo do PvE é o Story Experience. E um exemplo do PvP é o Avanço. Os modos serão lançados junto com vários novos mapas e heróis, novo HUD e uma grande atualização de mecanismo. Overwatch 2 substituirá o Overwatch original como uma atualização e, como tal, o conteúdo PvP será gratuito para usuários existentes.O cenário PvP do jogo será alterado de 6v6 para 5v5, com as funções limitadas a um tanque, dois danos e dois suportes. As passivas dessas funções serão alteradas ainda mais - heróis de dano se moverão mais rápido, heróis de tanque terão reduções de repulsão (enquanto recebem menos carga quando atacados por inimigos) e heróis de suporte regeneram automaticamente a saúde enquanto estão fora de combate. As aparências atualizadas de todos os heróis atuais serão exclusivas de Overwatch 2.
Overwatch 2 contará com missões de história PvE. Nessas missões PvE, os jogadores podem atualizar e personalizar habilidades. Além disso, as missões PvE também incluirão itens de várias raridades que os jogadores podem pegar e usar para realizar diferentes efeitos (por exemplo, curar, danificar, criar uma barreira , etc.). Os mapas PvE serão maiores do que os apresentados no jogo original.
Unidades de elite foram adicionadas aos cenários PvE. Aqui, as unidades inimigas são alteradas para dar a elas propriedades distintas que as diferenciam de suas formas básicas.
O jogo irá introduzir um sistema de talentos, usado apenas no PvE.

### Heróis
| Tanque        | Dano        | Suporte    | Ref.  |
| ------------- | ----------- | ---------- | ----- |
| D.Va          | Ashe        | Ana        | [ 9 ] |
| Doomfist      | Bastion     | Baptiste   | [ 9 ] |
| Hazard        | Cassidy     | Brigitte   | [ 9 ] |
| Mauga         | Echo        | Illari     | [ 9 ] |
| Orisa         | Genji       | Juno       | [ 9 ] |
| Rainha Junker | Hanzo       | Kiriko     | [ 9 ] |
| Ramattra      | Junkrat     | Lifeweaver | [ 9 ] |
| Reinhardt     | Mei         | Lúcio      | [ 9 ] |
| Roadhog       | Pharah      | Mercy      | [ 9 ] |
| Sigma         | Reaper      | Moira      | [ 9 ] |
| Winston       | Sojourn     | Zenyatta   | [ 9 ] |
| Wrecking Ball | Soldado: 76 |            | [ 9 ] |
| Zarya         | Symmetra    |            | [ 9 ] |
|               | Torbjörn    |            | [ 9 ] |
| Tracer        |             |            | [ 9 ] |
| Venture       |             |            | [ 9 ] |
| Widowmaker    |             |            | [ 9 ] |

## Gráficos e som
Os heróis do jogo passaram por uma reformulação artística. O redesenho varia de herói para herói, mas cada um procura ser fiel à história central do herói e sugerir onde os heróis viajaram ou com quem passaram o tempo entre os jogos. Evoluções na tecnologia do jogo, como novos shaders e iluminação, permitiram mais detalhes na interpretação dos personagens, o que se traduz em mais emoção por meio de recursos faciais e linguagem corporal. Para melhorar ainda mais a sensação do mundo, a equipe de arte explorou maneiras de impulsionar a tecnologia e dar vida aos ambientes usando sistemas climáticos, mudanças de neblina, tecidos aprimorados, mais partículas e eventos em sequência. Os efeitos climáticos dinâmicos, introduzidos pela primeira vez em Storm Rising, foram aprimorados.
As armas do jogo receberam uma revisão de som e gráficos. Novo software foi usado para o sistema, e sons de armas de fogo da vida real foram coletados. As armas de fogo do jogo soarão diferentes dependendo do ambiente em que forem disparadas (por exemplo, disparar uma arma fora não terá o mesmo efeito que disparar uma arma dentro). Um efeito de "vibração da câmera" é empregado ao disparar armas, simulando o recuo.

## História
Os desenvolvedores pretendem que o jogo tenha uma sensação cinematográfica, inspirando-se nas cinemáticas que foram lançadas esporadicamente durante o período do primeiro jogo. O enredo do jogo foi feito em storyboard, onde os desenvolvedores conceituariam cenas por meio de quadros brancos diariamente. Mais tarde, os storyboards foram enviados para a sala dos roteiristas para refinar o enredo.

## Mapas
Novos mapas foram adicionados no Overwatch 2, entre eles a cidade Canadense Toronto, a cidade estadunidense Nova York, e támbem a cidade Brasileira Rio de Janeiro. Entre esses mapas muitos outros não foram adicionados ao modo principal (PvP), como o mapa Sueco que se passaria em Gotemburgo, podemos ver também novos mapas do PvE, nesta continuação de Overwatch. 
Neste jogo também, terá novos mapas constantemente, por meio de temporadas sazonais dentro do jogo. 
| NOME                             | LOCALIDADE     | MODO       | CENÁRIO   | LANÇAMENTO               |
| -------------------------------- | -------------- | ---------- | --------- | ------------------------ |
| MAPAS LANÇADOS                   |                |            |           |                          |
| Circuit Royal                    | Monte Carlo    | Escolta    | PvP       | Temporada 1 (Out, 2022)  |
| Monastério de Shambali           | Nepal          | Escolta    | PvP       | Temporada 2 (Dez, 2022)  |
| Midtown                          | Nova York      | Híbrido    | PvP       | Temporada 1 (Out, 2022)  |
| Paraíso                          | Rio de Janeiro | Híbrido    | PvP & PvE | Temporada 1 (Out, 2022)  |
| Colosseo                         | Roma           | Avanço     | PvP       | Temporada 1 (Out, 2022)  |
| New Queen Street                 | Toronto        | Avanço     | PvP & PvE | Temporada 1 (Out, 2022)  |
| Esperança                        | Lisboa         | Avanço     | PvP       | Temporada 1 (Out, 2022)  |
| Runasapi                         | Peru           | Avanço     | PvP       | Temporada 11 (Jun, 2024) |
| Península Antártica              | Antártida      | Controle   | PvP       | Temporada 3 (Fev, 2023)  |
| Samoa                            | Samoa          | Controle   | PvP       | Temporada 7 (Out, 2023)  |
| Suravasa                         | India          | Flashpoint | PvP       | Temporada 6 (Ago, 2023)  |
| New Junk City                    | Austrália      | Flashpoint | PvP       | Temporada 6 (Ago, 2023)  |
| Aatlis                           | Marrocos       | Flashpoint | PvP       | Temporada 17 (Jun,2025)  |
| Hanaoka                          | Japão          | Embate     | PvP       | Temporada 12 (Ago, 2024) |
| Trono de Anúbis                  | Egito          | Embate     | PvP       | Temporada 12 (Ago, 2024) |
| Gothenburg                       | Gotemburgo     | INVASÃO    | PvE       | Temporada 6 (Ago, 2023)  |
| MAPAS EXCLUSIVOS DO MODO ESTÁDIO |                |            |           |                          |
| Barragem das Sequoias            | Califórnia     | Controle   | PvP       | Temporada 16 (Abr, 2025) |
| Gogadoro                         | Busan          | Controle   | PvP       | Temporada 16 (Abr, 2025) |
| Alameda Lacroix                  | Paris          | Avanço     | PvP       | Temporada 16 (Abr, 2025) |
| Arena da Vitória                 | Roma           | Avanço     | PvP       | Temporada 16 (Abr, 2025) |
| MAPAS AINDA NÃO LANÇADOS         |                |            |           |                          |